# Chrysoprasis sapphirina
Chrysoprasis sapphirina är en skalbaggsart som beskrevs av Pierre Émile Gounelle 1911. Chrysoprasis sapphirina ingår i släktet Chrysoprasis och familjen långhorningar. Inga underarter finns listade i Catalogue of Life.